# Astyanax eigenmanniorum
Astyanax eigenmanniorum és una espècie de peix de la família dels caràcids i de l'ordre dels caraciformes.

## Morfologia
- Els mascles poden assolir 4,9 cm de llargària total.[5][6]

## Hàbitat
Viu a àrees de clima subtropical.

## Distribució geogràfica
Es troba a Sud-amèrica: rius Paranà, Uruguai i Laguna dos Patos.